# Uriel Frisch
Uriel Frisch (Agen, 10 dicembre 1940) è un fisico e matematico francese noto per i suoi contributi alla meccanica dei fluidi, in particolare nel campo della fluidodinamica computazionale e della teoria della turbolenza.

## Biografia
Uriel Frisch studiò dal 1959 al 1963 all'École Normale Supérieure, dove si interessò al problema della turbolenza, sotto l'influenza di Robert Kraichnan. Conseguì poi il dottorato di ricerca nel 1967 presso l'Università di Parigi, e da allora ha lavorato presso il Centre national de la recherche scientifique (CNRS). Si è ritirato nel 2006, diventando direttore di ricerca emerito.
Anche la moglie di Frisch, Hélène, è fisica, ed è nipote del matematico Paul Lévy.

## Ricerche
Uno dei suoi lavori più citati, pubblicato nel 1986, riguarda il metodo dell'automa a gas reticolare per simulare la fluidodinamica con l'approccio degli automi cellulari. Il metodo utilizzato fino a quel momento, il modello HPP, simulava particelle che si muovevano in direzioni parallele agli assi in un reticolo quadrato, ma questo modello era insoddisfacente perché obbediva a leggi di conservazione indesiderate e non fisiche (la conservazione della quantità di moto all'interno di ciascuna linea parallela agli assi). Frisch, assiema a Hasslacher e Pomeau,  introdusse invece un reticolo esagonale che divenne noto come modello FHP, dalle iniziali dei suoi inventori, e che simulava in modo molto più accurato il comportamento dei fluidi reali. Tale lavoro era un precursore dei metodi reticolari di Boltzamann, ormai ampiamente utilizzati in fluidodinamica computazionale.
Nel campo della turbolenza, è noto principalmente per i suoi lavori con Giorgio Parisi in cui furono introdotti i modelli multifrattali per descrivere l'intermittenza e per aver scritto un testo sulla turbolenza omogenea e isotropa, diventato ormai un classico sul tema.
Si è inoltre occupato di magnetoidrodinamica e dell'applicazione della teoria del trasporto al problema della distribuzione di materia nell'universo primordiale.

## Premi e riconoscimenti
- Premio Bazin dell'Accademia francese delle scienze nel 1985
- Medaglia Richardson dell'European Geosciences Union nel 2003[12]
- Premio Panetti Ferrari dell'Accademia delle Scienze di Torino nel 2010[13]
- Premio per la Meccanica dei Fluidi dell'European Mechanics Society nel 2020[14]

Frisch è stato eletto membro corrispondente dell'Accademia francese delle scienze nel 1994, e membro a pieno titolo nel 2008.